# 丸山駅 (埼玉県)
丸山駅（まるやまえき）は、埼玉県北足立郡伊奈町大字小室にある、埼玉新都市交通伊奈線（ニューシャトル）の駅である。この駅を境として大宮側は複線、内宿側は単線である。駅番号はNS09。
当駅の南側に上越新幹線と東北新幹線の分岐点がある。

## 歴史

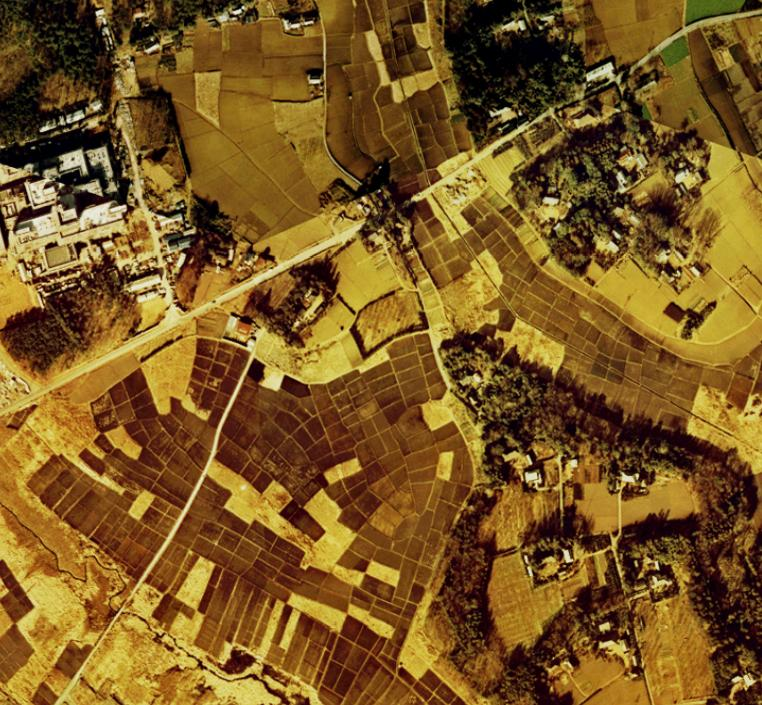
丸山駅付近空中写真(1974年撮影 国土画像情報オルソ化空中写真(国土交通省)より) 駅北部の道路のみが既に存在している

- 1983年（昭和58年）12月22日 - 開業[1][2]。
- 2007年（平成19年）3月18日 - ICカードSuica供用開始[1]。

## 駅構造
2面3線のホームを有する高架駅。上越新幹線の高架下に位置する。一部の列車はこの駅が始発、終点となる。2番線は両側にホームが接する構造であるが、下り線（1番線）側には柵があり乗降できず、内宿方面への乗り換えにはコンコース経由でホームを移動する必要がある。そのため、大宮駅発当駅行の電車では、隣の沼南駅で内宿行きに乗り換えるようにアナウンスが流れる。
配線は、内宿方面は全ての線路が単線に集約されるのに対して、大宮方面は1・3番線の線路が新幹線の両端を目指して大きく分かれ、2番線は急勾配で地上の車両基地へ下っていく出入庫線となる。基地へのスロープの手前に、2番線から1・3番線双方へ分岐するポイントがある。
のりば
| 番線 | 路線                     | 行先     | 備考     |
| ---- | ------------------------ | -------- | -------- |
| 1    | 伊奈線（ニューシャトル） | 内宿方面 |          |
| 2    | 伊奈線（ニューシャトル） | 大宮方面 | 当駅始発 |
| 3    | 伊奈線（ニューシャトル） | 大宮方面 |          |

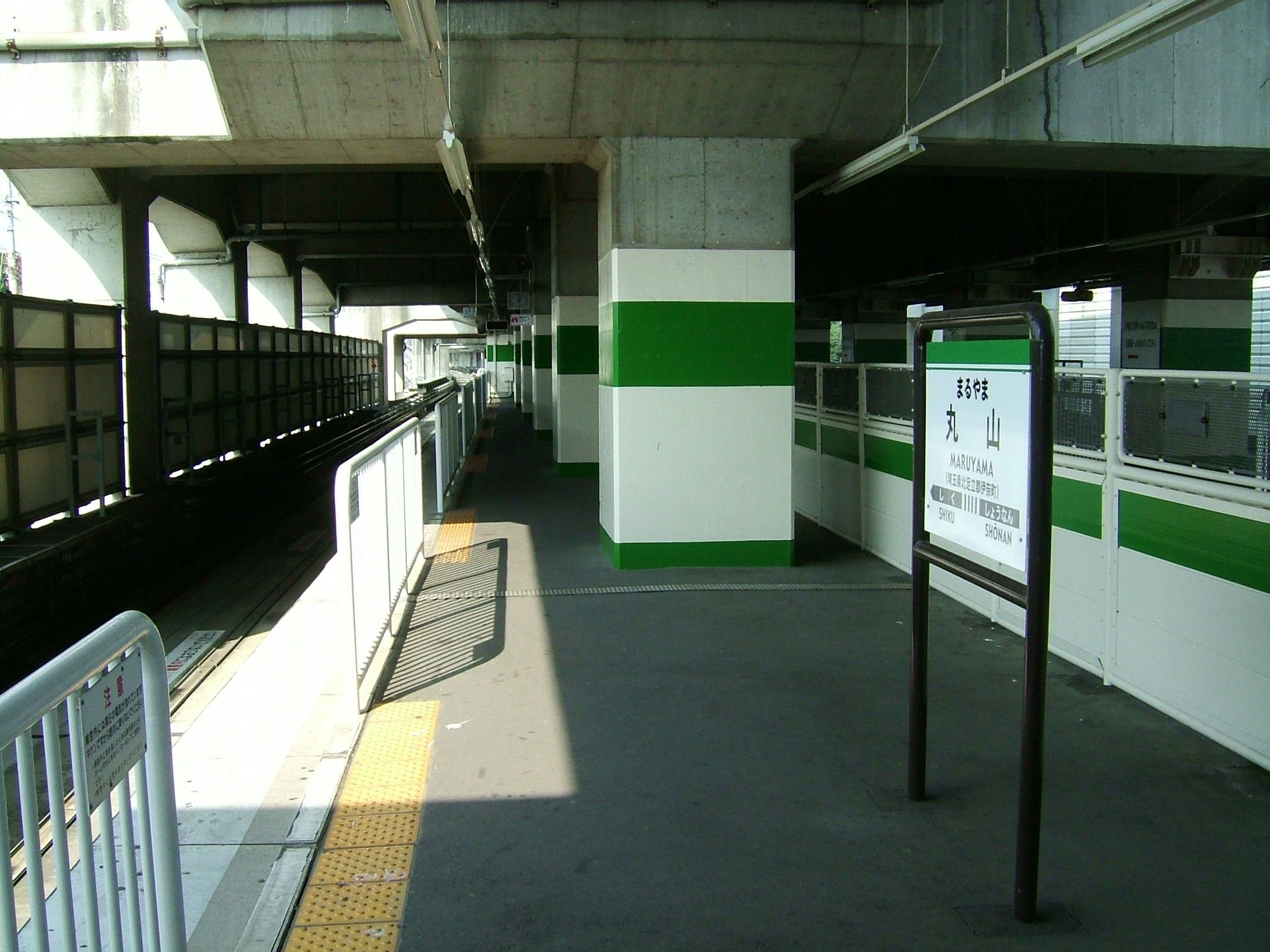
1番線ホーム （2008年10月）
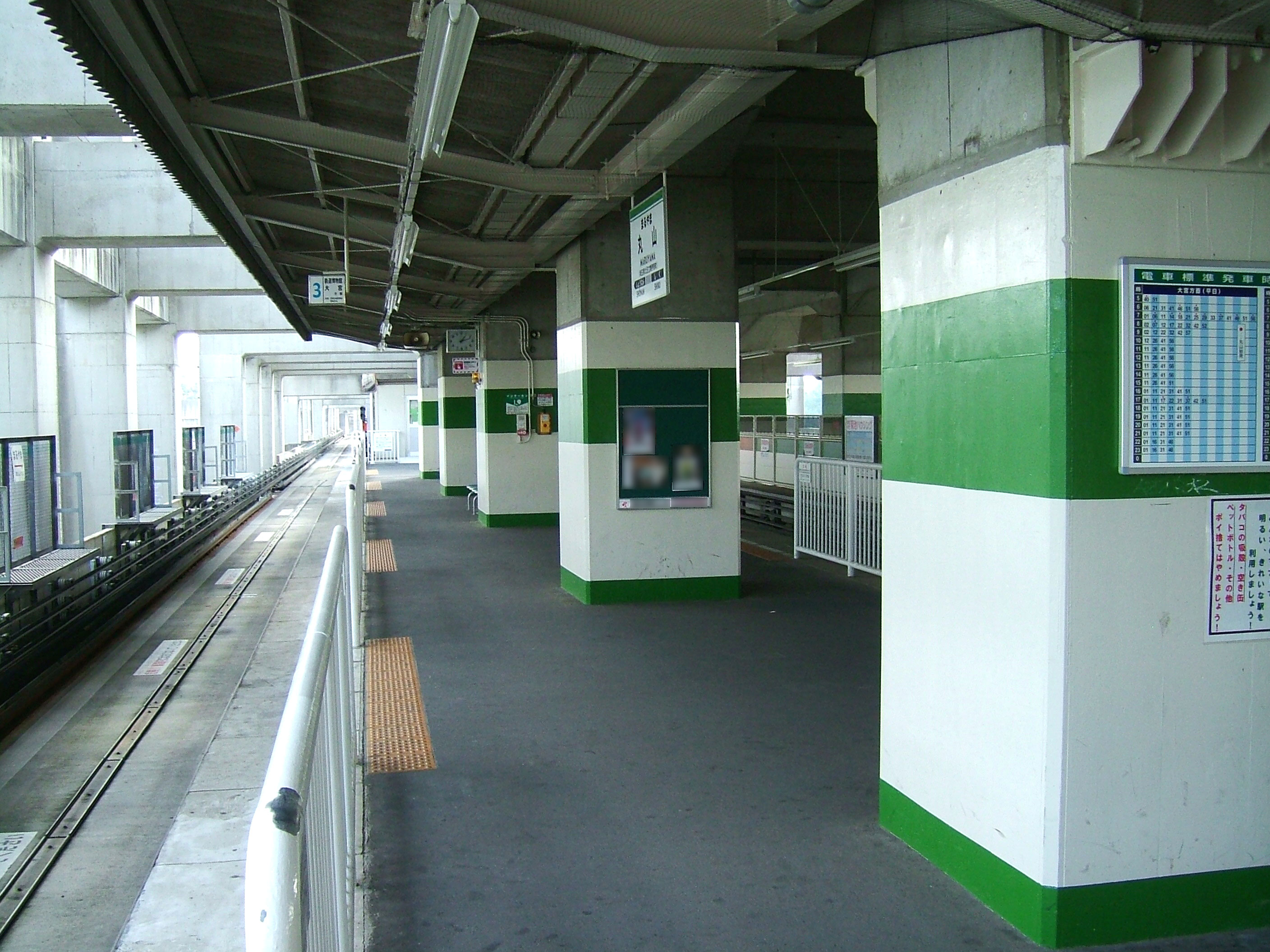
2・3番線ホーム （2008年10月）

## 利用状況
2021年度の1日平均乗降人員(降車人員含む)は2,584人。
2022年度の1日平均乗車人員(乗車人員のみ)は1,482人。
近年の1日平均乗車人員・乗降人員は下表のとおりである。
| 年度               | 1日平均 乗降人員 | 1日平均 乗車人員 |
| ------------------ | ---------------- | ---------------- |
| 1987年（昭和62年） | 1,410            |                  |
| 1988年（昭和63年） | 1,432            |                  |
| 1989年（平成元年） | 1,465            |                  |
| 1990年（平成02年） | 1,621            |                  |
| 1991年（平成03年） | 1,656            |                  |
| 1992年（平成04年） | 2,595            |                  |
| 1993年（平成05年） | 2,958            |                  |
| 1994年（平成06年） | 2,824            |                  |
| 1995年（平成07年） | 2,780            |                  |
| 1996年（平成08年） | 2,828            |                  |
| 1997年（平成09年） | 2,646            |                  |
| 1998年（平成10年） | 2,595            |                  |
| 1999年（平成11年） | 2,534            |                  |
| 2000年（平成12年） | 2,657            |                  |
| 2001年（平成13年） | 2,824            |                  |
| 2002年（平成14年） | 2,941            |                  |
| 2003年（平成15年） | 3,024            |                  |
| 2004年（平成16年） | 3,028            |                  |
| 2005年（平成17年） | 2,787            |                  |
| 2006年（平成18年） | 2,765            |                  |
| 2007年（平成19年） | 2,766            |                  |
| 2008年（平成20年） | 2,841            |                  |
| 2009年（平成21年） | 2,822            | 1,410            |
| 2010年（平成22年） | 2,712            |                  |
| 2011年（平成23年） | 2,747            |                  |
| 2012年（平成24年） | 3,083            |                  |
| 2013年（平成25年） | 3,248            |                  |
| 2014年（平成26年） | 3,118            |                  |
| 2015年（平成27年） | 2,988            |                  |
| 2016年（平成28年） | 2,912            |                  |
| 2017年（平成29年） | 2,852            |                  |
| 2018年（平成30年） | 2,774            |                  |
| 2019年（令和元年） | 2,802            |                  |
| 2020年（令和02年） | 2,306            |                  |
| 2021年（令和03年） | 2,584            | 1,295            |
| 2022年（令和04年） |                  | 1,482            |

## 駅周辺
駅は伊奈町の南端に近く、大宮寄りには上尾市との境である原市沼川が流れ、原市沼が広がる。
鉄道関連
改札口は、駅前を東西に横断する埼玉県道323号上尾環状線に面して北向に置かれており、高架下の改札前に、公衆トイレと自動販売機コーナー、県道の北に駐輪場があるが、ロータリーや車寄せは設けていない。
当駅と埼玉新都市交通の本社屋、車両基地は同一敷地内にあり、駅前のすぐ東側に本社、さらに東へ進むとすぐ車両基地入口となる。駅舎の南側の高架下はかつての本社であり、現在は設備管理所や運転管理所、JR東日本テクノロジー丸山支店が置かれている。
車両基地は上越新幹線と東北新幹線がV字に分岐する下を県道が貫く三角形の土地にある。上越新幹線の上りが東北新幹線を跨ぐ、巨大な二層高架の橋脚をすり抜けるように、ニューシャトルの上下線と出入庫線の線路が配置されており（ニューシャトルを含めると三層高架）、非常に複雑かつ大規模な高架設備になっている。
西側
県道上尾環状線を西へ徒歩5分ほどの位置に埼玉県立がんセンター（1975年開院）があり、ニューシャトル開業当初から存在する大規模な沿線施設であった。2013年12月に新病院が1.2 kmほど北西方向に移転し、徒歩で15分ほどかかる。平日のみ1時間に1 - 2本程度高架下のバス停からがんセンター行の路線バスが運行されている。新旧がんセンターの間には埼玉県立精神医療センターがあり、徒歩10分ほどである。
高架線沿いを北に徒歩5分ほどの位置に佐藤栄学園の埼玉自動車大学校(1993年移転)・栄北高等学校(2000年開校)がある。2003年から2018年3月まで駅正面斜め向かいに日本美術専門学校も存在したが閉校・解体されている。
東側
伊奈氏屋敷跡 - 江戸幕府創設期に、この周辺を治めた代官伊奈忠次の本拠地。地名の由来。
- 伊奈町立南中学校
- 伊奈町立南小学校
- のぞみ病院

伊奈町南部の埼玉県道3号さいたま栗橋線沿いに区画整理された栄一丁目 - 六丁目は当駅から2 kmほど離れており、蓮田市のJR宇都宮線蓮田駅が最寄りである。ニューシャトル開通から20年近く公共交通機関が存在しなかったが、2003年に蓮田駅との間にけんちゃんバスが開設された。

## 路線バス
| 乗り場   | 系統                         | 主要経由地                   | 行先                                   | 運行会社               | 備考                                   |
| -------- | ---------------------------- | ---------------------------- | -------------------------------------- | ---------------------- | -------------------------------------- |
| 丸山駅   | 6                            | 志の崎                       | 蓮田駅西口                             | 丸建つばさ交通         |                                        |
| 丸山駅   | 6                            | 水上公園入口・上尾運動公園前 | 上尾駅東口                             | 丸建つばさ交通         |                                        |
| 丸山駅   | 直行シャトル便               | （直行）                     | 新がんセンター（埼玉県立がんセンター） | 丸建つばさ交通         |                                        |
| 丸山駅   | 南循環                       | 志久駅・伊奈町役場           | 総合センター                           | 伊奈町循環バスいなまる |                                        |
| 丸山駅前 | ミッドナイトアロー伊奈・内宿 |                              | 内宿駅                                 | 東武バスウエスト       | 深夜バス 降車専用（大宮駅発） 平日運転 |

- 2013年12月までは徒歩5分ほどの埼玉県立がんセンター（旧東病棟）から上尾駅東口行の路線バス（朝日自動車・けんちゃんバス）が1時間あたり2 - 4本運行されていたが、移転に伴い現在のがんセンターバス停まで徒歩15分ほど要する。

## 隣の駅
埼玉新都市交通
 伊奈線（ニューシャトル）
沼南駅 (NS08) - 丸山駅 (NS09) - 志久駅 (NS10)